# Punta Hornillos
La Punta Hornillos es una saliente rocosa que se adentra en aguas del océano Pacífico, situada al sur del Perú en la costa del departamento de Arequipa. En el 2009 la punta quedó protegida por ley dentro de la Reserva nacional Sistema de Islas, Islotes y Puntas Guaneras, una reserva natural que protege y conserva muestras representativas de la diversidad biológica de los ecosistemas marino-costeros del Perú. 

## Geografía
La punta Hornillos está ubicada en el litoral del distrito de Quilca, provincia de Camaná, departamento de Arequipa. En el extremo sur de la punta se encuentra una pequeña isla visible a poca distancia de su orilla, conocida como isla Hornillos, la cual tiene en su lado oeste algunas rocas anegadizas en donde rompe con fuerza el mar en cualquier estado de la marea. 

## Diversidad ecológica
La punta Hornillos es un lugar natural de gran valor biológico y paisajístico que se extiende sobre un litoral virgen, donde hermosas caletas como la caleta San José y la Francesa conforman la punta. Además de su hermoso litoral también destaca la isla Hornillos, habitada por colonias de lobos marinos. La punta se encuentra habitada por una fauna muy grande, donde sus aguas es el lugar preferido de delfines y pingüinos que viven allí.